# ضاحية خيالا

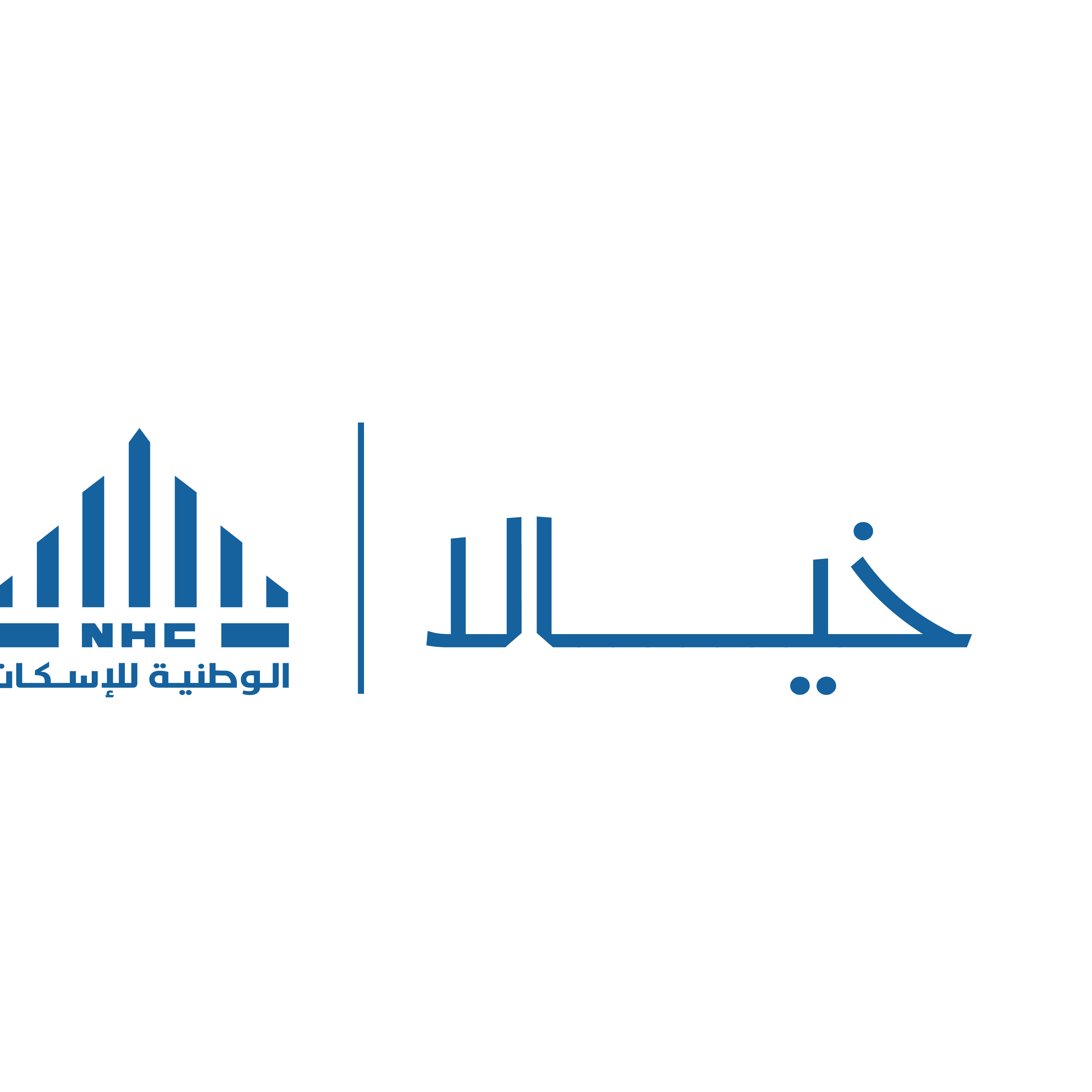
شعار الضاحية

ضاحية خيالا؛ هي من الضواحي السكنية في محافظة جدة في شمال جدة والممتدة على مساحة تتجاوز 1,547,137 متر مربع، يتميز موقعها بالقرب من طريق الحرمين الرابط بين أحياء مدينة جدة ومطار الملك عبدالعزيز الدولي، كما وتتميز الضاحية بتكوين مجتمع حيوي متكامل الخدمات.

## المصالح والخدمات الحكومية والأهلية
توفّر ضاحية خيالا أكثر من 3500 وحدة سكنية، تُمثل أسلوب حياة عصري وخدمات متكاملة، ومرافق تعليمية وصحية وتجارية وترفيهيه، ويقع المشروع في حي الفلاح شمال محافظة جدة بالقرب من طريق الحرمين الرئيسي الرابط بين أحياء المحافظة ومطار الملك عبد العزيز الدولي ومدينة الملك عبدالله الرياضية.

## وصلات خارجية
- "الوطنية للإسكان" تُدشن مشروع "خيالا" بشمال جدة